# Lars Aagaard-Mogensen
Lars Aagaard-Mogensen er en dansk forfatter (født 1944), mag. art. i filosofi (1972) ved Aarhus Universitet og medarbejder ved The Journal of Aesthetics and Art Criticism.
Internationalt omtalt med udgivelsen af "Æstetisk kultur", Berlingske 1979.
 Der er for få eller ingen kildehenvisninger i denne artikel, hvilket er et problem. Du kan hjælpe ved at angive troværdige kilder til de påstande, som fremføres i artiklen.